# 스바네케 교회

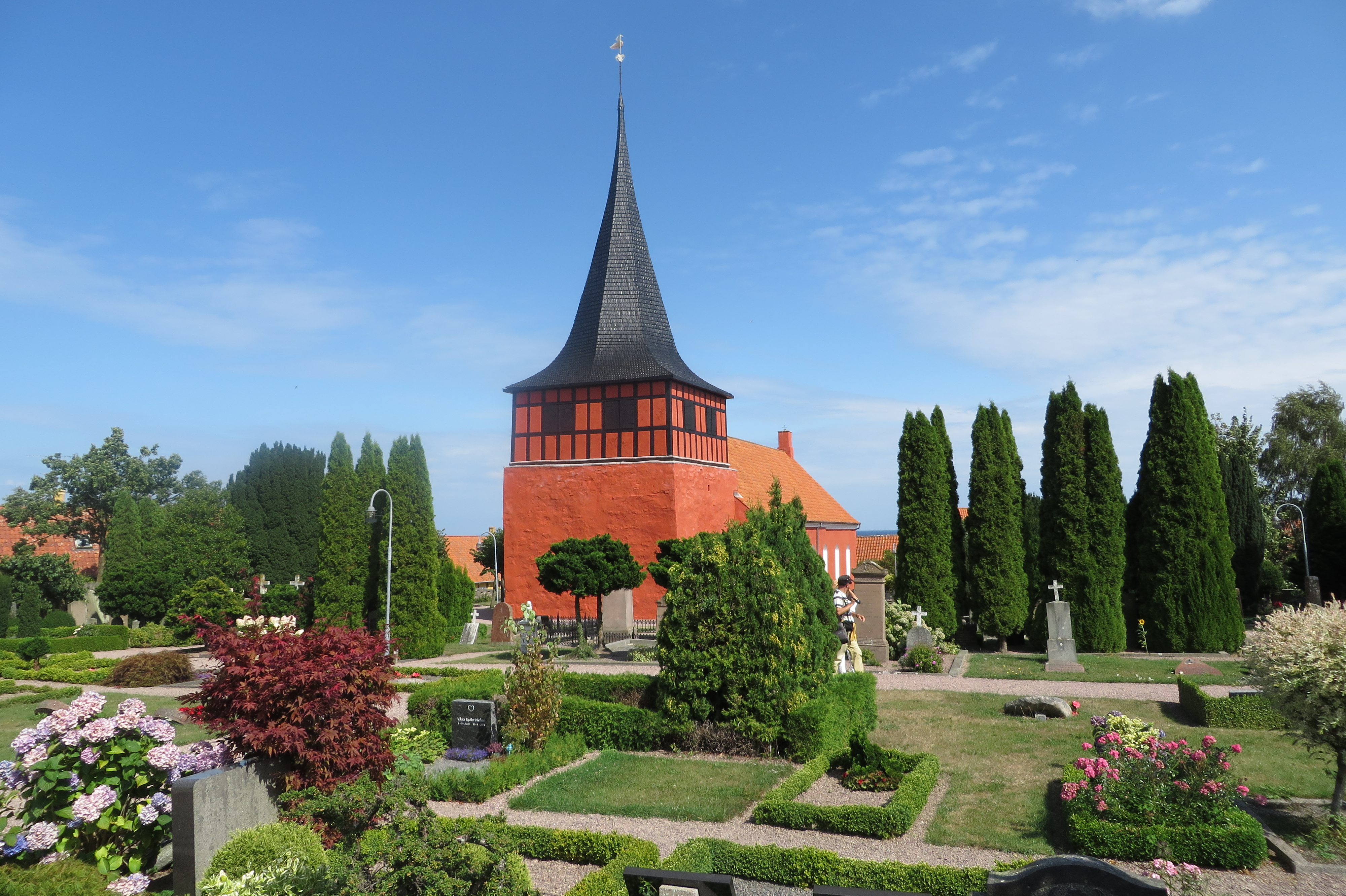

스바네케 교회(Svaneke Church)는 덴마크 보른홀름섬의 작은 마을 스바네케에 위치해 있다. 이 교회는 16세기에 도시가 헌장을 받기 전에 꽤 오랫동안 존재했던 것으로 보이는 작은 예배당 부지에 있는 18m 높이의 항구 위에 서 있다. 교회는 수년에 걸쳐 확장되었으며, 탑과 첨탑은 1789년에 완공되었다. 1881년에 거의 전체 건물이 뢴네의 건축가 마티아스 비드스트럽에 의해 재건되었으며 탑과 남쪽 벽의 작은 부분만 남았다.

## 역사
1569년에 이 교회는 스바네케의 예배당으로 불렸다. 종교개혁과 함께 룬드 대주교구에서 덴마크 왕관으로 옮겨갔지만 지금은 자치권을 갖고 있다.

## 건축
교회는 1881년에 개조 및 확장되어 본당의 후기 고딕 양식의 남쪽 벽, 서쪽 박공 및 더 최근에 지어진 탑의 아래층만 남았다. 오래된 석조물은 화강암으로 지어졌다. 1837년 철거된 옛 현관의 흔적이 남아 있다. 역시 화강암으로 지어진 탑도 16세기에 지어진 것으로 추정된다. 종탑은 붉은 벽돌로 마감된 반목조 참나무이다. 1789년에 지어진 오늘날의 팔각형 첨탑은 번개를 맞은 후 1905년에 수리해야 했지만 오늘날에도 여전히 서 있다.
1881년 마티아스 비드스트럽의 지시에 따라 교회가 확장되고 개조되었다. 본당의 북쪽과 동쪽 벽이 철거되었고 교회는 동쪽으로 확장되어 후진으로 끝났다. 이러한 변경은 벽돌로 완료되었다. 큰 아치형 창문과 새로운 천장이 설치되었다. 오늘과 마찬가지로 외부는 붉은색 벽으로 마감되었다. 탑의 풍향계는 마을의 무기를 나타내는 백조를 묘사한다.